# Alfred Percy Sinnett

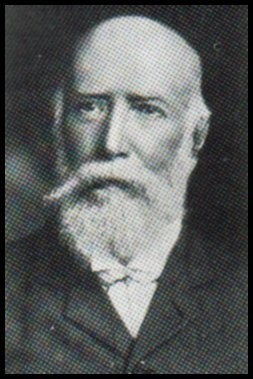
Alfred Percy Sinnett

Alfred Percy Sinnett (n. 18 ianuarie 1840; d. 26 iunie 1921) a fost un autor englez și teozof.

## Biografie
Studii de literatură la London University în anii 1850. În 1879 pleacă la Allahabad, unde editează publicația The Pioneer, principalul cotidian englez din India. Aici îi cunoaște pe Elena Blavatsky și Henry Steel Olcott. În 1889 se întoarce în Anglia unde devine Președintele Lojei Londoneze a Societății Teozofice.

### Literatură
- Autobiography of Alfred Percy Sinnett, Theosophical History Centre Publications, London 1986 ISBN 0-948753-02-1

### Corespondență
- Helena P. Blavatsky: The letters of H. P. Blavatsky to A. P. Sinnett and other miscellaneous letters, London 1925
- A. Trevor Barker. The Mahatma Letters to A.P. Sinnett London 1926 (ISBN 1-55700-086-7

## Traduceri în limba română
- A.P. Sinnett, Budismul esoteric sau pozitivismul hindus, Traducere din limba franceză: Ilie Iliescu, Ecaterina Iliescu, Editura Herald, Colecția Aventura Spiritului, București, 2002, 192 p., ISBN 973-96861-9-2